# 가나자와 신
가나자와 신(일본어: 金沢 慎, 1983년 9월 9일 ~ )은 일본의 전 축구 선수이다.

## 구단 경력
과거 오미야 아르디자와 도쿄 베르디에서 활약한 바 있다.